# Фоссато-Серральта
Фоссато-Серральта (итал. Fossato Serralta) — коммуна в Италии, располагается в регионе Калабрия, подчиняется административному центру Катандзаро.
Население составляет 660 человек, плотность населения составляет 55 чел./км². Занимает площадь 12 км². Почтовый индекс — 88050. Телефонный код — 0961.
Покровителем населённого пункта считается San Francesco da Paola.